# Chiến tranh Nga – Thụy Điển (1741–1743)
Chiến tranh Nga-Thụy Điển (1741–1743) diễn ra dưới sự xúi giục của Hats, một đảng chính trị Thụy Điển mong muốn giành lại các vùng lãnh thổ bị mất vào tay Nga trong cuộc Đại chiến Bắc Âu. Họ sử dụng chính sách ngoại giao của Pháp để chuyển hướng sự chú ý của Nga khỏi một đồng minh lâu dài trong Chiến tranh Kế vị Áo là chế độ quân chủ Habsburg. Cuộc chiến này là một thảm họa đối với Thụy Điển, khi quốc gia này đã đánh mất nhiều lãnh thổ hơn vào tay Nga.